# Лилавочела амазона
Лилавочелата амазона (Amazona finschi) е вид птица от семейство Папагалови (Psittacidae). Видът е застрашен от изчезване.
Включен е в приложение I на CITES и Приложение А на Регламент (ЕО) № 338/97.

## Разпространение и местообитание
Разпространен е в Мексико.